# Arthur Meulemans
Arthur Josephus Ludovicus Meulemans (Aarschot, 19 mei 1884 – Etterbeek, 29 juni 1966) was een Vlaams componist, dirigent en muziekpedagoog.

## Levensloop
Meulemans vader was een ambachtsman en eveneens een muziekliefhebber, die zelf dansmuziek componeerde. De jonge Arthur Meulemans kreeg zijn eerste muzieklessen van zijn vader en zijn oom Jan, die hem les gaf op de piccolo. Verder kreeg hij vioollessen van een heer Van Single en pianolessen van Ernest Maréchal. Alfons van den Eynde, een leerling van Peter Benoit, gaf hem inleidend onderwijs in harmonieleer, contrapunt en fuga.
Meulemans studeerde aan het Lemmensinstituut te Mechelen bij onder meer Edgar Tinel en Aloys Desmet alsook orgelles bij Oscar Depuydt. Na zijn eindexamen in 1906 werd hij er leraar tot in 1914. In 1911 huwde hij en vestigde zich in Tongeren, waar hij aan het Koninklijk Atheneum muziek onderwees tot aan zijn aanstelling in 1930 als dirigent (samen met Fernand Quinet) van het pas opgerichte Symfonieorkest van de Belgische Radio, thans Brussels Philharmonic, in Brussel. In 1916 sticht hij in Hasselt wat de Limburgse Orgel- en Zangschool zou worden. Vanaf 1932 tot aan zijn dood leeft en werkt hij in Brussel. In 1954 werd hij president van de Koninklijke Vlaamse Academie.
Hij was ook dirigent van verschillende amateur-muziekverenigingen, zoals van 1922 tot 1930 van de Koninklijke Harmonie "Vreugd en Deugd", Zussen, waar hij het muzikale peil verhoogde.
Arthur Meulemans, bekender dan zijn broer Herman Meulemans, kan binnen het Belgische muziekleven beschouwd worden als een overgangsfiguur tussen de romantische Vlaamse generatie na Peter Benoit en Edgar Tinel, en de moderne internationale stromingen die in België een definitieve doorbraak kennen met August L. Baeyens. In 1909 won hij de befaamde Prix de Rome met zijn oratorium De legende van de Heilige Hubertus. Kort voor de Eerste Wereldoorlog werd hij voor zijn Kinderliederen onderscheiden met de Karel Bouryprijs van de Vlaamse Academie.
Componisten die men samen als een Vlaams “machtig hoopje” zou kunnen omschrijven: Lodewijk Mortelmans, Lodewijk De Vocht, Arthur Meulemans, Jef Van Hoof en Gaston Feremans.

## Stijl
Meulemans componeert een groot symfonisch oeuvre en telt met meer dan 350 werken tot de meest productieve en de bekendste Belgische componisten uit de eerste helft van de 20e eeuw. Zelf geboren in de laat-romantiek, beleeft hij in zijn adolescentie het impressionisme om ten slotte tot volle ontplooiing te komen tijdens het expressionisme. Zijn werk evolueerde van een romantische stijl naar meer moderne strekkingen, maar steeds bleef een sterke lyriek overwegen. Het zijn de drie stijlfacetten die in de evolutie van zijn oeuvre, dat meer dan driehonderd werken telt, terug te vinden zijn.
Meulemans orkestratie is dicht, maar kleurrijk. Zijn muziek vertoont beslist harmonische strengheid, maar hij verlaat niet het raamwerk van de tonaliteit. Een groot deel van zijn composities bezit een descriptief-programmatisch karakter, vaak met betrekking op de Vlaamse bakermat.
Meulemans schreef onder meer vijftien symfonieën, drie opera’s, soloconcerti voor allerhande instrumenten, vijf strijkkwartetten, liederen, oratoria en koorwerken. In het begin van zijn carrière maakte hij vooral naam met zijn vocale werken, maar na 1930 wijdde hij zich steeds meer aan het orkest.

## Composities

### Werken voor orkest

#### Symfonieën
- 1931 Symfonie in B
- 1933 Symfonie nr.2 in ut
  1. Largamente - Allegro
  2. Adagio
  3. Scherzo: Allegro vivace
  4. Allegro brillante
- 1933 Symfonie nr.3 - "Dennensymfonie"
  1. Andante sostenuto - Allegro ma non troppo
  2. Andante
  3. Scherzo: Allegro vivo
  4. Finale: Maestoso
- 1939 Symfonie nr.5 - "Danssymfonie", voor vrouwenstem en orkest
- 1939 Symfonie nr.6 - "Zeesymfonie", voor groot orkest, alt en gemengd koor - tekst: Ferdinand Vercnocke
- 1940 Symfonie nr.7 - "Zwaneven"
  1. Con moto (Ritme van horizonten, Ochtend)
  2. Allegro vivo assai (Scherzo) (De heide bloeit)
  3. Sostenuto (Bosschage - onder de dennen)
  4. Allegro con brio (Final) (Zon over de heide)
- 1942 Symfonie nr. 8 - "Herfstsymfonie"
- 1943 Symfonie nr. 9 in F - "Droomvuur"
- 1943 Symfonie nr. 10 - "Psalmensymfonie", voor spreekkoor, solisten, gemengd koor en orkest
- 1945 Symfonie nr. 11
- 1948 Symfonie nr. 12
- 1951 Symfonie nr. 13 - "Rembrandtsymfonie"
- 1954 Symfonie nr. 14
- 1960 Symfonie nr. 15

#### Concerten voor instrumenten en orkest
- 1910 De rozen doornen, voor cello en orkest
- 1920 Concerto nr. 1, voor cello en orkest
- 1927 Woudzang en Zigeunerin voor viool en orkest
- 1929 Concert impromptu, voor piano en orkest
- 1929 Lente elegie, voor cello en orkest
- 1929 Herfst elegie, voor cello en orkest
- 1929 Idylle van een Citadin, voor hobo en orkest
- 1932 Rhapsodie, voor klarinet en orkest
- 1939 Concerto nr.1, voor hoorn en orkest
- 1939 Lyrische suite, voor harp en orkest
- 1941 Concertino, voor piano en orkest
- 1941 Rhapsodie, voor trombone en orkest
- 1941 Concerto nr. 1, voor piano en orkest
- 1942 Concerto nr. 1, voor hobo en orkest
- 1942 Concerto nr. 1, voor viool en orkest
- 1942 Concerto, voor altviool en orkest
- 1943 Concerto, voor dwarsfluit en orkest
- 1943 Concerto, voor trompet en orkest
- 1944 Concerto nr. 2, voor cello en orkest
- 1945 Concerto nr. 2, voor viool en orkest
- 1948 Sonata concertante, voor klarinet en strijkorkest
- 1953 Concertino, voor trombone en orkest
- 1953 Concerto, voor harp en orkest
- 1954 Concerto, voor pauken en orkest
- 1956 Concerto nr. 2, voor piano en orkest
- 1959 Concerto, voor twee piano's en orkest
- 1961 Concerto Grosso, voor saxofoonkwartet en orkest
- 1961 Concerto nr. 2, voor hoorn en orkest
- 1962 Concertino, voor saxofoonkwartet en orkest
- 1962 Concerto Grosso nr. 2, voor sextet en orkest
- 1964 Suite, voor klarinetkwartet en orkest

#### Ouvertures
- 1916 De Kerels van Vlaanderen - Ouverture
- 1932 Ouverture en suite
- 1935 Adriaen Brouwer: Ouverture van het zangspel
- 1940 Overtura allegra
- 1955 Ouverture voor Tartarin de Tarascon

#### Andere werken voor orkest
- 1910 Mei nacht - Nuit de mai
- 1911 Exotische Dans
- 1913 Plinius’ fontein
  1. Moderato: Zomermorgen bij Plinius'fontein (Summer Morning at Pliny's Fountain)
  2. Poco con moto:  In de schemering (At Twilight)
  3. Allegro: nachtfeest (Night Festival)
- 1913 Wals
- 1915 Herderszang, voor fluit en orkest
- 1916 Praeludien, voor kamerorkest
- 1921 De boodschap, voor Recitant en orkest, op. 31 - tekst: Wies Moens
- 1922 Heideschetsen, voor klein orkest
- 1924 Kerstidylle, voor hobo en orkest
- 1926 Karnaval - suite, voor piano en orkest
- 1927 Maskaroen
- 1928 Stadspark, scherzo met praeludium voor orkest (Inleiding tot de nacht en Feest in het park).
- 1929 Rapsodie

- 1929 Serenata
- 1929 Twee Idyllen, voor hobo en orkest
- 1930 Twee dansen
- 1930 Kermis Fantasie op twee volksrythmen naar een schilderij van David Teniers
- 1930 Kleine Suite in C, voor klein orkest
- 1943 Dansensuite nr. 1, voor kamerorkest
- 1943 Dansensuite nr. 2, voor klein orkest
- 1947 De vogels
- 1948 Op de dennenheuvelen
- 1951 Symfonietta, voor klein orkest
- 1951 Symphonische triptiek
- 1951 Tableaux
- 1951 Meteorologisch instituut
- 1952 Peter Breugel
- 1952 Concerto nr. 1, voor orkest
- 1953 Hertog Jan van Brabant

- 1954 Symfonisch rondo
- 1954 Evasies
- 1955 Academische triptiek
- 1955 Social security
- 1956 Ionisatie
- 1956 Concerto nr. 2, voor orkest
- 1957 Symphonische dansen
- 1959 Sinfonietta nr. 2, voor klein orkest
- 1960 Sinfonietta nr. 3
- 1961 Cirkus
- 1961 Middelheim
- 1961 Divertimento
- Le jeu des saisons; voor Recitant en orkest - tekst: Gerda de Gonzalès
- Reidansen
- Symfonische liederen, voor stem en orkest
- Tourments, voor Recitant en orkest

### Werken voor harmonie- en fanfareorkest
- 1909 Strijd, voor harmonieorkest (ook in een versie voor koor en fanfareorkest) - tekst: Jan Hammenecker
- 1917 Jeugd-album - 1e deel, voor harmonierorkest
- 1919 Vlaanderen roept, voor koor en fanfareorkest - tekst: René Declercq
- 1935 Barabbas, voor gemengd koor en fanfareorkest - tekst: Michel de Ghelderode
- 1935 Symfonie nr.4, voor blazers en slagwerk
- 1936 Credo, voor gemengd koor, kinderkoor en harmonieorkest - tekst: Joseph Boon
- 1937 Gent, voor koor en fanfareorkest - tekst: René Declercq
- 1937 Noordzeetriptiek, voor mannenkoor en fanfareorkest - tekst: Ferdinand Vercnocke
- 1937 Rouwfanfare, voor koperblazers
- 1938 Inaugurele fanfare, voor koperblazers
- 1938 Klokke Roeland, voor fanfareorkest
- 1938 Brugge, voor koor en fanfareorkest
- 1938 Fanfare, voor koperblazers
- 1938 Yzerpsalm, voor koor en fanfareorkest - tekst: Ferdinand Vercnocke
- 1939 Lentefanfares - Zomerfanfares, voor fanfareorkest
- 1939 Oproepen voor fanfares, voor fanfareorkest
- 1939 V.N.Z. fanfare-motief, voor fanfareorkest

- 1939 Vier oproepen, voor fanfareorkest
- 1942 Suite, voor fanfareorkest
- 1942 Vijf oproepen voor fanfare, voor fanfareorkest
- 1942 Wij trekken naar de verte, voor koor en fanfareorkest - tekst: Leo Poppe
- 1944 Lieve Vrouwe van ons land, voor koor en fanfareorkest - tekst: L. Monden S.J.
- 1945 Zegen het land, voor fanfareorkest
- 1946 Burchtlied, voor fanfareorkest
- 1947 De man, voor koor en fanfareorkest
- 1947 Op Kameraden, voor koor en fanfareorkest - tekst: Leo Poppe
- 1948 Fanfare 1948, voor fanfareorkest
- 1948 Vier wevertjes, voor koor en fanfareorkest
- 1949 Eere den arbeid, voor koor en fanfareorkest - tekst: Ferdinand Vercnocke
- 1950 Het lied van de boeren, voor koor en fanfareorkest - tekst: K. Cruysberghs
- 1951 Schoonste aller landen, voor koor en fanfareorkest - tekst: K. Heireman
- 1958 Fanfare, voor fanfareorkest
- 1962 Concerto voor orgel en blaasorkest
- Beiaardlied, voor koor en fanfareorkest

- Belgisch volkslied, voor fanfareorkest
- De Vlaamsche leeuw, voor koor en fanfareorkest
- Het lied der Vlamingen, voor koor en fanfareorkest
- Het lied van de baren, voor fanfareorkest
- Jeugd-litanie, voor fanfareorkest
- Kent gij dat volk, voor koor en fanfareorkest
- Klaroent vuur!, voor koor en fanfareorkest - tekst: P. J. Boon
- Kunst is de kracht, voor koor en fanfareorkest
- Liederen, voor koor en fanfareorkest
- Mijn Vlaandren heb ik hartlijk lief, voor koor en fanfareorkest met Thebaanse trompetten
- O kruise den Vlaming, voor koor en fanfareorkest
- Strijdkreet, voor koor en fanfareorkest
- Van Rijswijck-Marsch, voor koor en fanfareorkest
- Vlaanderen, voor koor en fanfareorkest - tekst: Willem Gijssels
- Wilhelmus, voor koor en fanfareorkest
- Willem van Saeftingen, voor koor en fanfareorkest - tekst: Willem Gijssels

### Missen, Cantates en geestelijke muziek
- 1905 Cantate Jubilaire, cantate
- 1909 De legende van de Heilige Hubertus, oratorium voor soli, gemengd koor en orkest - tekst: Victor De Meyere
- 1911 Responsoria, voor gemengd koor en orgel
- 1913 Responsoria Varia, voor soli (sopraan-alt), gemengd koor en orgel
- 1913 Responsoria, voor soli, gemengd koor en orgel
- 1914 Missa da pacem, voor 2 Tenors, Bariton, mannenkoor en orgel
- 1914 Te Deum, voor gemengd koor
- 1916 Missa in honorem Beatae Mariae Virginis, voor 2 stemmen en strijkorkest, op. 25
- 1916 Missa in honorem Sancti Joseph, voor 2 stemmen (kinderen - mannen) en orgel, op. 34
- 1917 Sacrum Mysterium, voor soli, kinderkoor, gemengd koor en orkest
- 1917 Oremus pro Antistite, voor gemengd koor, kinderstemmen (jongens en meisjes) en orgel
- 1924 Blommensuite, voor mannenkoor - tekst: Alice Nahon
- 1926 Lof-litanie van den Heilige Franciscus van Assisië, voor Recitant, Bariton en orkest - tekst: Marnix Gijsen
- 1930 Missa in honorem Sancti Servatii, voor 5 ongelijke stemmen en orgel
- 1932 Missielied voor de jeugd, voor koor en orkest - tekst: Jef Bloemen
- 1935 Missa in honorem Sanctae Teresiae, voor 3 (mannen)stemmen en orkest
- 1935 Panis angelicus, voor spreekkoor, vrouwenstemmen en orgel - tekst: Joseph Boon
- 1936 Heilige Cecilia, voor mezzosopraan solo, koor (vrouwen), viool, cello, piano, harp, pauken, harmonium - tekst: Joseph Boon
- 1937 Avondwierook - Encens du soir, voor spreekkoor, vrouwenstemmen en orgel - tekst: Joseph Boon
- 1942 Missa Exaudi nos, voor gemengd koor en orgel

- 1943 Adeste Fideles, voor soprani, gemengd koor (of 3 gelijke stemmen) en orgel
- 1943 Psalmus 147: Lauda Jerusalem, voor gemengd koor en orgel
- 1943 De litanie van Onze Lieve Vrouw, voor gemengd koor en groot orgel
- 1943 Het onze Vader, voor alt solo en piano
- 1944 Quatuor Motetta ad Laudes Vespertinas, voor twee stemmen en orgel
- 1945 Missa Alba, voor 2 gelijke stemmen en orgel
- 1945 Missa aurea, voor gemengd koor en orkest
- 1946 Ave Maria, voor twee gelijke stemmen en orgel
- 1946 O Jesus soete aendachtigheid, voor gemengd koor
- 1948 Die soete naem Jesus, voor gemengd koor - tekst: H. van Duy
- 1949 Maria's zonnelied, voor koor, Recitant en orkest - tekst: Frans Eykans
- 1949 Missa Ignis vibrans lumine, voor drie (mannen)stemmen en orgel
- 1953 Het avondmaal, voor gemengd koor - tekst: Pieter G. Buckinx
- 1956 Missa "Mysterium Fidei", voor 4 gemengde stemmen en orgel
- 1956 Ubi caritas, voor 4 ongelijke stemmen en orgel
- Ave Regina Caelorum, voor mannenkoor
- Clachte van Maria benevens het Kruis, voor gemengd koor - tekst: Justus de Harduyn (1582-1636)
- Stella Maris, voor mezzosopraan, driestemmig koor en orgel
- Virgo singularis, voor één stem (zoemkoor van voces angelicae ad libitum) en orgel

### Muziektheater

#### Opera's
| Voltooid in | titel            | aktes       | première        | libretto                    |
| ----------- | ---------------- | ----------- | --------------- | --------------------------- |
| 1926/1947   | Adriaen Brouwer, | 3 aktes     | 1947, Antwerpen | Frans W. C. de Witt-Huberts |
| 1937        | Vikings          | 3 Taferelen | 1937, Antwerpen | Emiel Buskens               |
| 1944        | Egmont           | 3 aktes     | 1960, Antwerpen | Jos Van Rooy                |

### Werken voor koor
- 1908 Land, voor koor en orkest
- 1913 Heil 't vaderland, voor kinderkoor en orkest - tekst: Willem Gijssels
- 1915 Kerstliedeke, voor gemengd koor en piano - tekst: Jef Leynen
- 1917 Een lof in volkstrant, voor koor unisono en orgel
- 1918 Aan zee - La mer, voor kinderkoor en orkest - tekst: Willem Gijssels
- 1919 'n Suite Oudvlaamse liederen, voor gemengd koor
- 1919 Vlaanderen roept (zie: werken voor harmonie- en fanfareorkest)
- 1919 Sacrale dans, voor gemengd koor en orkest - tekst: E. Buskens
- 1921 De tocht, voor gemengd koor en orkest - tekst: Wies Moens
- 1923 De eenzame weg, voor gemengd koor, Recitant en orkest - tekst: Jules Schurmann
- 1925 Koor van de violiers uit het zangspel "Adriaen Brouwer", 1e Akt, voor mannenkoor en piano - tekst: Frans W. C. de Witt Huberts
- 1926 O Vlaamsche held, voor koor en orkest - tekst: Guido Gezelle
- 1929 Een levenslied, voor gemengd koor en piano
- 1935 Barabbas (zie: werken voor harmonie- en fanfareorkest)
- 1936 Credo (zie: werken voor harmonie- en fanfareorkest)
- 1937 Gent (zie: werken voor harmonie- en fanfareorkest)
- 1937 Kameraad, voor mannenkoor en vier hoorns (ad. lib.) - tekst: Ferdinand Vercnocke
- 1937 Noordzeetriptiek (zie: werken voor harmonie- en fanfareorkest)
- 1937 Rijpende oogst, voor gemengd koor en orkest - tekst: E. H. L. Engelen
- 1938 Brugge (zie: werken voor harmonie- en fanfareorkest)
- 1938 Yzerpsalm (zie: werken voor harmonie- en fanfareorkest)
- 1942 Wij trekken naar de verte (zie: werken voor harmonie- en fanfareorkest)
- 1944 Lieve Vrouwe van ons land (zie: werken voor harmonie- en fanfareorkest)
- 1945 O Nederland let op U saeck, voor gemengd koor
- 1947 Op Kameraden (zie: werken voor harmonie- en fanfareorkest)
- 1947 Jachtkoor uit de Triptiek "de Goddelijke Jager", voor mannenkoor en piano - tekst: Frans Eykans
- 1947 Nooi van die Velde, Zuid-Afrikaans Volkslied voor gemengd koor
- 1948 Vier wevertjes (zie: werken voor harmonie- en fanfareorkest)
- 1949 Het spel van Deinze, voor koor, Recitant en orkest - tekst: Arthur Verstraeten
- 1949 Het vendel, voor gemengd koor - tekst: Waar G. Forster (1514-1568)
- 1949 Eere den arbeid (zie: werken voor harmonie- en fanfareorkest)

- 1949 De Witte, voor orkest en gemengd koor (ad lib.)
- 1950 De zang van de aarde, voor gemengd koor en piano - tekst: K. Cruysberghs
- 1950 Dorserslied, voor mannenkoor en piano - tekst: K. Cruysberghs
- 1950 Het lied van de boeren (zie: werken voor harmonie- en fanfareorkest)
- 1950 Jan de Mulder, voor gemengd koor
- 1950 'k zie Brugge 't liefst, voor gemengd koor - tekst: naar een gedicht van J.M. Devos
- 1951 Een meisje dat van Scheveningen kwam, voor gemengd koor
- 1951 Schoonste aller landen (zie: werken voor harmonie- en fanfareorkest)
- 1952 De kinkhoorn der seizoenen, voor recitant, gemengd koor en orkest - tekst: Pieter G. Buckinx
- 1953 11 Kinderliedjes, voor unisono kinderkoor
- 1953 Gebed, voor mannenkoor - tekst: Pieter G. Buckinx
- 1953 Het onvergankelijk zaad, voor mannenkoor - tekst: Pieter G. Buckinx
- 1953 Het regent in de nacht, voor gemengd koor - tekst: Pieter G. Buckinx
- 1962 Pigeon vole, voor kinder- en meisjeskoor en piano - tekst: Maurice Carême
- 1966 La légende du chien vert, voor mannenkoor en orkest - tekst: Gerda de Gonzalès
- Beiaardlied (zie: werken voor harmonie- en fanfareorkest)
- De Vlaamsche leeuw (zie: werken voor harmonie- en fanfareorkest)
- Florens ut rosa, voor tweestemmig koor en orgel
- Het lied der Vlamingen (zie: werken voor harmonie- en fanfareorkest)
- Kent gij dat volk (zie: werken voor harmonie- en fanfareorkest)
- Klaroent vuur! (zie: werken voor harmonie- en fanfareorkest)
- Kunst is de kracht (zie: werken voor harmonie- en fanfareorkest)
- Liederen (zie: werken voor harmonie- en fanfareorkest)
- Mijn Vlaandren heb ik hartlijk lief (zie: werken voor harmonie- en fanfareorkest)
- O kruise den Vlaming (zie: werken voor harmonie- en fanfareorkest)
- Strijdkreet (zie: werken voor harmonie- en fanfareorkest)
- Van Rijswijck-Marsch (zie: werken voor harmonie- en fanfareorkest)
- Vlaanderen (zie: werken voor harmonie- en fanfareorkest)
- Wilhelmus (zie: werken voor harmonie- en fanfareorkest)
- Willem van Saeftingen (zie: werken voor harmonie- en fanfareorkest)

### Vocale muziek met orkest of instrumenten
- 1904 Nieuwe lente, voor hoge stem en orkest
- 1905 Jonge liefde, voor sopraan en orkest - tekst: Jan Eelen
- 1905 Gezelle-Liederen, zangcyclus
- 1907 Lenteavond, voor hoge stem en orkest - tekst: Willem Kloos
- 1907 Koornbloemen vlecht ik u ten krans, voor tenor en piano - tekst: E. Geibel
- 1910 De rozen droomen, voor mezzosopraan, cello en strijkorkest - tekst: Karel van de Woestijne
- 1912 De Nethe, voor soli, vocaal kwartet solo, kinderkoor en orkest - tekst: Lodewijk Mercelis
- 1913 Kinderliederen, voor middenstem en piano, op. 21 - tekst: Willem Gijssels
- 1921 De zeven weeën, voor soli, kinderstemmen, gemengd koor en orkest - tekst: Hilarion Thans
- 1923 De Hovenier, naar teksten van Rabindranath Tagore
- 1924 Passie-bloemen, voor Recitant, soli, gemengd koor en orkest - tekst: Hilarion Thans
- 1925 De tocht naar de liefde, voor soli, kinder- of vrouwenkoor ad lib., 4-stemmig mannenkoor en orkest - tekst: Joseph Boon
- 1926 Huldezang aan Hendrik van Veldeke, voor solo, Recitant, kinder- en gemengd koor en orkest - tekst: Pieter G. Buckinx - Ode du prologue: Jan Melis
- 1927 Josef in Dothan, voor sopraan, alt en orkest - tekst: Joost Van De Vondel
- 1934 Paaschbrief aan mijn zoon, voor bariton en orkest - tekst: Otto Zupancic
- 1939 Nachtliedjes, voor sopraan en orkest - tekst: P. Van Langendonck en Jef Leynen
- 1941 De hoge mouw - Nazomer pastorale, voor vocaal kwartet en orkest
- 1942 Droomvuur, voor mezzosopraan en orkest - tekst: Pieter G. Buckinx
- 1942 Starkadd, voor solisten (tenor en bariton) en orkest - tekst: A. Hegenscheidt
- 1944 Egmont, voor soli en orkest - tekst: Jos Van Rooy
- 1944 Egmont: Ouverture tot de slot-scène, voor soli en orkest - tekst: Jos Van Rooy
- 1945 Die enghelsche groete, voor tenor of bariton solo en gemengd koor
- 1945-1946 Goede lieve Sint Niklaas, kinderliedje voor zang en piano
- 1946 Drie liederen op gedichten van Koos Schuur, voor hoge stem en orkest
- 1946-1947 Marialiedje, voor zang en piano - tekst: van Albe
- 1947 De goddelijke jager, voor Recitant, spreekkoor, 3 vrouwenstemmen en orkest - tekst: Frans Eykans
- 1951 Ik wil in den geest naar Bethleem gaan, voor middenstem en piano
- 1956 L'eau passe, voor hoge stem en orkest - tekst: Maurice Carême
- Drinkliedeken, voor hoge stem en orkest - tekst: Willem Gijssels
- Herfstliederen, naar teksten van Scheltema
- Liederen "Uit vroegere tijden", voor zang en orkest
- Liederen, voor meddenstem en orkest

### Kamermuziek
- 1907 Strijkkwartet nr.1 "Uit mijn Leven"
- 1916 Kwintet voor piano en strijkkwartet
- 1932 Strijkkwartet nr.2
- 1933 Strijkkwartet nr.3
- 1953 Strijkkwartet nr.5
- 1934 Aubade, voor blazerskwintet
- 1950 Concerto nr.3, voor viool en piano
- Strijkkwartet nr.4

### Werken voor orgel
- 1915 Sonate, voor groot orgel
- 1943 Concerto, voor orgel en orkest
- 1949 Symfonie nr.1, voor groot orgel
- 1949 Variaties voor groot-orgel
- 1949 Symfonie nr.2, voor groot orgel
- 1958 Concerto nr.2, voor orgel en orkest
- 1959 Pièce héroïque
- 1959 Sei pezzi
- 1962 Concerto, voor groot orgel, trompet, hoorn en trombone
- Praeludium

### Werken voor beiaard
- 1949 Beiaardwerken
- 1950 Capriccio
- 1950 Serenata
- 1950 Suite voor beiaard
  1. Praeludium
  2. Lied
  3. Toccata
- 1950 Variaties op een Marialiedje van eigen compositie
- 1951 Drie dansen
  1. Allegretto
  2. Valzando
  3. Allegro ben ritmato
- 1955 De Kathedraal, diptiek voor beiaard
  1. Maannacht
  2. Zondagmorgen in de zomer
- 1960 Alborada
- 1964 Toccata
- 1965 Concertino "In memoriam Staf Nees"

## Publicaties
- Arthur Meulemans: (Hulde Album) Arthur Meulemans. Antwerpen. Arthur-Meulemans Fonds. 1964. 171 p.